# Meizhou

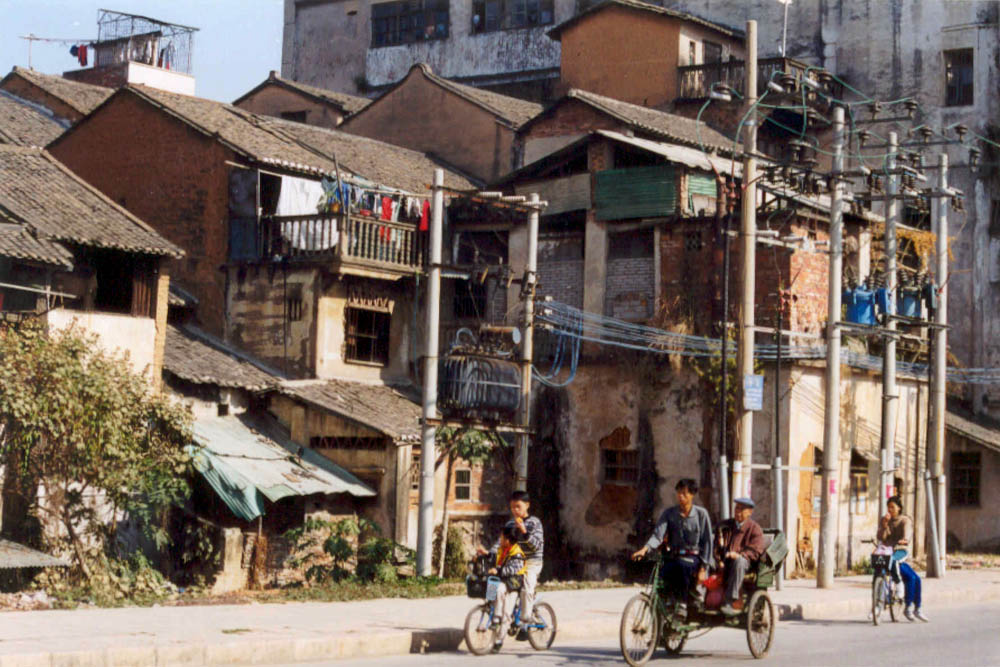
Een straat in een dorp in Meizhou

Meizhou is een stad en prefectuur in de provincie Guangdong. De stad ligt 320 km ten oosten van Guangzhou (Kanton) en 120 km ten noorden van Shantou. Tijdens de volkstelling van 2020 had de prefectuur 3.873.239 inwoners. De stad zelf telde 694.495 inwoners.
Het meestgeproken dialect in Meizhou is het Hakkanese Meixianhua. Veel van de oorspronkelijke Hakkanese bewoners zijn in de laatste tweehonderd jaar geëmigreerd naar gebieden buiten China, vooral naar Zuidoost-Azië. Het voornaamste middel van bestaan is landbouw. De lokale omroep van Meizhou heet MZTV.

## Geschiedenis
De naam van de stad komt van de rivier de Meijiang. In de Zuidelijke Han van de Zestien Koninkrijken was het gebied een prefectuur en werd het Jingzhou 敬州 genoemd. Ten tijde van de Noordelijke Song-dynastie werd de naam weer veranderd in Meizhou. Tijdens de Qing-dynastie werd Jiayingzhou 嘉应州 de naam van deze stad. In 1988 werd het weer veranderd in Meizhou.

## Geografie
Meizhou is tegenwoordig verdeeld in:
- één district
  - Meijiang
- één stadsarrondissement
  - Xingning
- en zes arrondissementen:
  - Meixian
  - Jiaoling
  - Dabu
  - Fengshun
  - Wuhua
  - Pingyuan

## Demografie
De meeste bewoners van Meizhou zijn Hakka. In het arrondissement Fengshun wonen veel Chaozhounezen, daar spreken ongeveer 110.000 mensen Chaozhouhua. Behalve de Han-Chinezen, woont er ook een Chinese minderheid, de She. 72.000 mensen in Meizhou hebben kabeltelevisie.

## Sport
De voetbalclub Meizhou Hakka F.C. speelt sinds 2022 in de Super League, de hoogste Chinese competitie.